# Carnival Miracle
Die Carnival Miracle (dt. Wunder) wurde als viertes und letztes Kreuzfahrtschiff der Spirit-Klasse, für die Reederei Carnival Cruise Lines in Dienst gestellt. Sie wurde in den Jahren 2003 / 2004 im Auftrag des amerikanischen Touristikkonzerns Carnival Corporation & plc auf der Werft Kvaerner Masa Yards AB in Helsinki erbaut.
Technik und Ausstattung des Schiffes orientieren sich am Typschiff Carnival Spirit. Die öffentlichen Räume sind nach bekannten Persönlichkeiten aus Kinofilmen benannt. Im Februar 2005 wurde die Carnival Miracle als Hotelschiff für das Super-Bowl-Finale in Jacksonville (Florida) eingesetzt.

## Einsatz

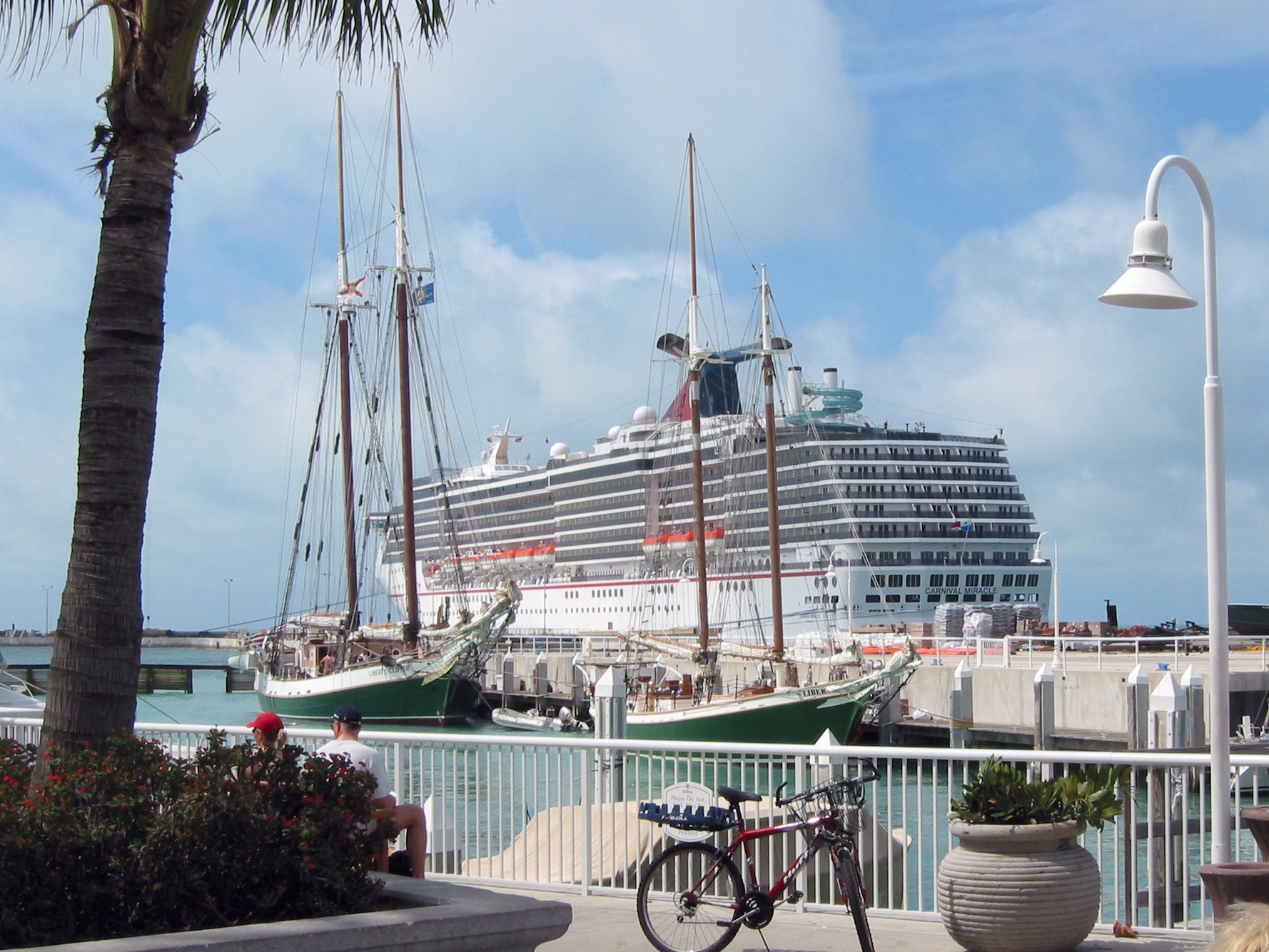
Heckansicht des Schiffes in Key West (2004)

Bislang befährt die Carnival Miracle ab New York die Karibik.
2013 wechselt sie nach einer Kreuzfahrt durch den Panamakanal an die Westküste der USA.
Ab Seattle besucht sie Häfen in Alaska, im Frühjahr, Herbst und Winter fährt sie ab Los Angeles und Vancouver nach Hawaii sowie zur Mexikanischen Riviera.
Sie übernimmt damit die Fahrten, die bisher von der Carnival Spirit angeboten wurden.

## Schwesterschiffe
Die Carnival Miracle gehört zur 6 Schiffe umfassenden Spirit-Klasse. Neben den ebenfalls von Carnival Cruise Line eingesetzten Schiffen Carnival Spirit, Carnival Legend und Carnival Pride gehören hierzu auch die von CSSC Carnival Cruise Shipping Limited eingesetzte Costa Atlantica, sowie die von Costa Crociere betriebene Costa Mediterranea.